# Keiō Goryō-Linie
| Früherer Brückenpfeiler |                                  |                                       |                                       |
| Streckenlänge: | 6,3 km                           |                                       |                                       |
| Spurweite: | 1372 mm (63 mm unter Normalspur) |                                       |                                       |
| Stromsystem: | 600 V =                          |                                       |                                       |
| Zweigleisigkeit: | nein                             |                                       |                                       |
| |                                  |                                       |                                       |
| Gesellschaft: | Keiō Denki Kidō                  |                                       |                                       |
| \| \| \| ↔ Keiō-Linie \| 1925– \| \| \| 0,0 \| Kitano (北野) \| 1925– \| \| \| \| Yokohama-Linie \| 1908– \| \| \| 1,7 \| Keiō-Katakura (京王片倉) \| 1931/1967– \| \| \| 3,2 \| Yamada (山田) \| 1931/1967– \| \| \| \| ↔ Keiō Takao-Linie \| 1967– \| \| \| \| ↔ Chūō-Hauptlinie \| 1901– \| \| \| 5,1 \| Musashi-Yokoyama (武蔵横山) 1931–1944 \| Musashi-Yokoyama (武蔵横山) 1931–1944 \| \| \| \| ←↓ Musashi Chūō Denki Tetsudō \| 1929–1939 \| \| \| 6,3 \| Tamagoryō-mae (多摩御陵前) \| 1931–1944 \| |                                  |                                       |                                       |
| |                                  | ↔ Keiō-Linie                          | 1925–                                 |
| Abzweig quer und von links · Bahnhof quer | 0,0                              | Kitano (北野)                         | 1925–                                 |
| Kreuzung geradeaus oben |                                  | Yokohama-Linie                        | 1908–                                 |
| Haltepunkt / Haltestelle | 1,7                              | Keiō-Katakura (京王片倉)              | 1931/1967–                            |
| Haltepunkt / Haltestelle | 3,2                              | Yamada (山田)                         | 1931/1967–                            |
| Abzweig ehemals geradeaus und nach links |                                  | ↔ Keiō Takao-Linie                    | 1967–                                 |
| Kreuzung geradeaus oben (Strecke geradeaus außer Betrieb) · Strecke quer · Strecke quer · Strecke von rechts |                                  | ↔ Chūō-Hauptlinie                     | 1901–                                 |
| Haltepunkt / Haltestelle (Strecke außer Betrieb) · Strecke | 5,1                              | Musashi-Yokoyama (武蔵横山) 1931–1944 | Musashi-Yokoyama (武蔵横山) 1931–1944 |
| Kreuzung mit U-Bahn geradeaus oben (Strecken außer Betrieb) · U-Bahn-Haltepunkt / Haltestelle quer (Strecke außer Betrieb) · U-Bahn-Strecke von rechts (außer Betrieb) · Strecke |                                  | ←↓ Musashi Chūō Denki Tetsudō         | 1929–1939                             |
| Kopfbahnhof Streckenende (Strecke außer Betrieb) · U-Bahn-Strecke (außer Betrieb) · Strecke | 6,3                              | Tamagoryō-mae (多摩御陵前)            | 1931–1944                             |

Die Keiō Goryō-Linie (jap. 京王御陵線, Keiō Goryō-sen) war eine Eisenbahnstrecke im Westen der Präfektur Tokio in Japan. Sie war von 1931 bis 1944 in Betrieb und war ein Zubringer zum Kaiserlichen Friedhof Musashi auf dem Gebiet der Stadt Hachiōji.

## Beschreibung
Die eingleisige Strecke war 6,3 km lang und hatte eine Spurweite von 1372 mm (so genannte „schottische Spur“). Sie war mit 600 V Gleichspannung elektrifiziert und bediente fünf Bahnhöfe und Haltestellen. Betrieben wurde sie von der Bahngesellschaft Keiō Denki Kidō (heute Keiō Dentetsu). Die in Kitano von der Keiō-Linie abzweigende und zum Bahnhof Tamagoryō-mae führende Goryō-Linie diente hauptsächlich dazu, Besucher zum Mausoleum von Kaiser Taishō zu befördern. Der zwischen Kitano und Yamada gelegene Teil der Trasse wird heute von der 1967 eröffneten Keiō Takao-Linie genutzt.

## Geschichte
Kaiser Taishō fand seine letzte Ruhestätte im 1927 eingerichteten Kaiserlichen Friedhof Musashi. Um vom daraufhin einsetzenden Besucherstrom zu profitieren, ersuchte die Bahngesellschaft Keiō Denki Kidō um eine Konzession für den Bau einer Zubringerstrecke und erhielt diese am 13. Dezember 1927 zugesprochen. Ihre Eröffnung erfolgte am 20. März 1931. Unter der Woche pendelte ein Zug zwischen beiden Endbahnhöfen hin und her. An Wochenenden und Feiertagen gab es direkte Schnellzüge von und nach Shinjuku im Zentrum Tokios, die mit der staatlichen Eisenbahn konkurrierten.
Um die Rationierungsmaßnahmen in der Endphase des Pazifikkriegs zu unterstützen, erklärte die Regierung die Goryō-Linie als „nicht dringlich“ und ordnete am 21. Januar 1945 die Betriebseinstellung an. Daraufhin entfernte man nach und nach Gebäude, Schienen, Schotter und die meisten Strommasten, um sie andernorts einzusetzen. Während Unkraut die Trasse überwucherte, blieben der Bahndamm, die Brückenpfeiler und einzelne Strommasten vorerst bestehen. Anfang der 1960er Jahre entschloss sich die Keio Group dazu, die entstehenden Wohnsiedlungen im Süden von Hachiōji mit einer neuen Bahnstrecke zu erschließen. Zu diesem Zweck sollte die Goryō-Linie zum Teil wiederaufgebaut werden. Obwohl seit fast zwei Jahrzehnten außer Betrieb, wurde der Abschnitt zwischen Yamada und Tamagoryō-mae erst am 26. November 1964 offiziell stillgelegt.

## Liste der Bahnhöfe

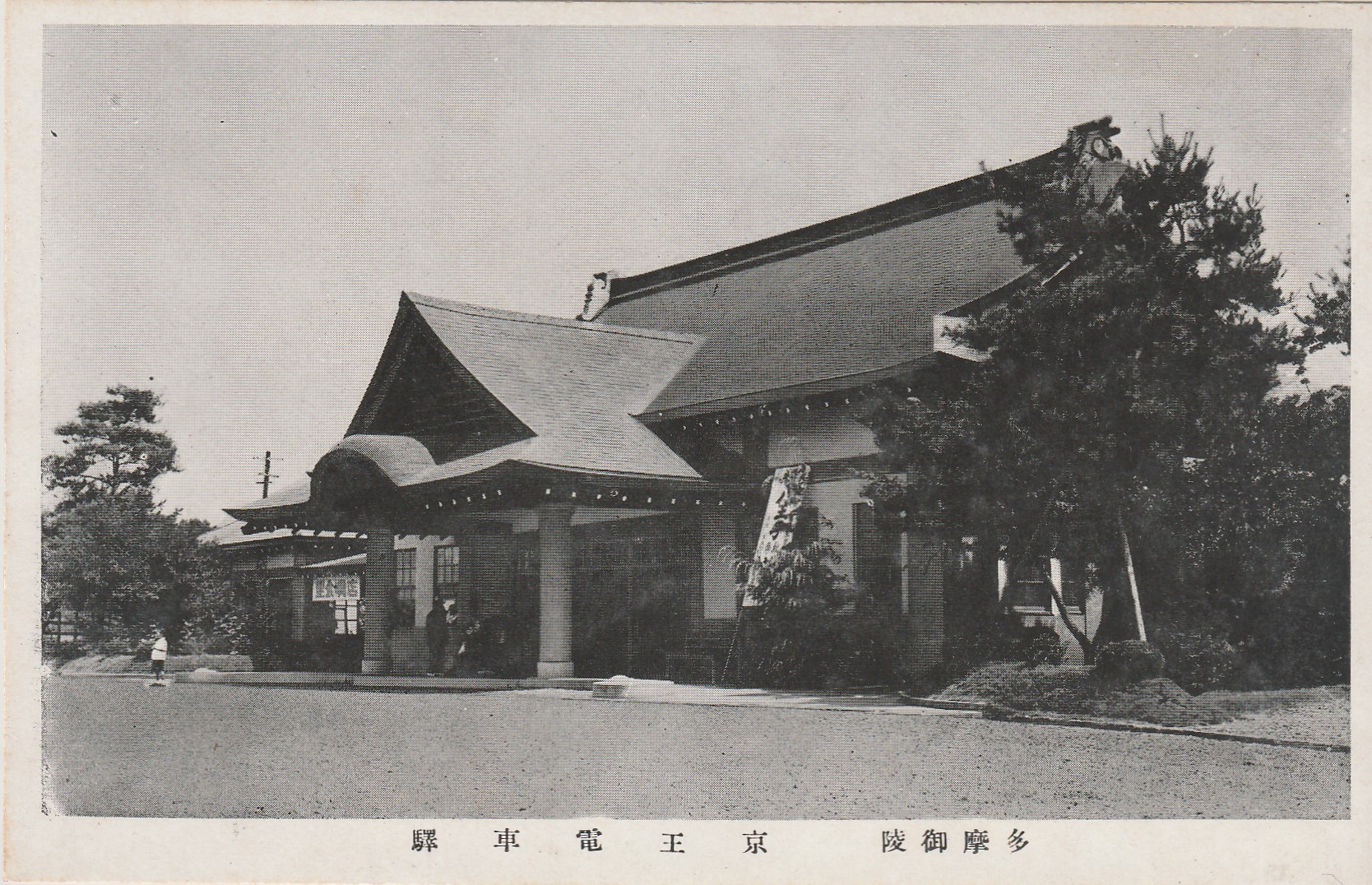
Bahnhof Tamagoryō-mae

| Name                        | km  | Anschlusslinien | Lage   | Ort      |
| --------------------------- | --- | --------------- | ------ | -------- |
| Kitano (北野)               | 0,0 | Keiō-Linie      | Koord. | Hachiōji |
| Keiō-Katakura (京王片倉)    | 1,7 |                 | Koord. | Hachiōji |
| Yamada (山田)               | 3,2 |                 | Koord. | Hachiōji |
| Musashi-Yokoyama (武蔵横山) | 5,1 |                 | Koord. | Hachiōji |
| Tamagoryō-mae (多摩御陵前)  | 6,3 |                 | Koord. | Hachiōji |